# L'Artisan parfumeur
L'Artisan parfumeur est une maison de parfum de niche française.

## Histoire
L’Artisan parfumeur a été fondé en 1976 par Jean Laporte. En 1982, il quitte l'entreprise. En 1988, il crée la société rivale Maître parfumeur et gantier,. L'Artisan est basé à Paris alors que le magasin initial a ouvert rue de Grenelle en 1979. Il a maintenant des magasins[Lesquels ?] dans le monde entier[Où ?]. L’édition 2012 de L’Artisan, Séville à l’aube, a fait l’objet du livre L’amateur de parfum. Le livre était un mémoire de Denyse Beaulieu décrivant sa collaboration avec le parfumeur français Bertrand Duchaufour pour développer le parfum. Ensemble, ils ont subi plus de 100 modifications pour développer le parfum avec des notes de fleur d'oranger, d'encens, de fumée, de cire d'abeille, de fleurs et de musc.
En janvier 2015, la société de capital-investissement Fox Paine & Company, alors propriétaire de L’Artisan, a vendu la société au groupe de parfumerie espagnol Puig (avec la ligne de parfum britannique Penhaligon's,).
L'entreprise se spécialise dans les parfums typiques[évasif], travaillant avec des parfumeurs de renom tels que Michel Almairac, Evelyne Boulanger, Bertrand Duchaufour, Jean-Claude Ellena, Dora Baghriche-Arnaud, Elisabeth Maier, Karine Vinchon, Fabrice Pellegrin, Olivia Giacobetti et Anne Flipo.